# Dysdera festai
Dysdera festai är en spindelart som beskrevs av Lodovico di Caporiacco 1929. Dysdera festai ingår i släktet Dysdera och familjen ringögonspindlar. Inga underarter finns listade i Catalogue of Life.